# Классика Харибо
Классика Харибо (фр. Classic Haribo) — шоссейная однодневная велогонка по маршруту между французскими городами Юзес и Марсель. Проводилась с 1994 по 2006 год. С 2005 года входила в календарь Европейского тура UCI, имея категорию 1.1. Являлась одной из гонок Велошоссейного кубка Франции.
Спонсором гонки выступала немецкая компания-производитель сладостей Haribo, что было отображено в названии соревнования и главном призе. Победитель гонки получал конфету, равную собственному весу.

## Призёры
| Год  | Победитель        | Второй                 | Третий              |
| ---- | ----------------- | ---------------------- | ------------------- |
| 1994 | Эрик Цабель       | Джамолидин Абдужапаров | Йохан Мюзеув        |
| 1995 | Giuseppe Citterio | Giovanni Fidanza       | Йохан Мюзеув        |
| 1996 | Лоран Жалабер     | Джанлука Пьянегонда    | Сервус Кнавен       |
| 1997 | Фредерик Гуесдон  | Яан Кирсипуу           | Simone Zucchi       |
| 1998 | Лаури Аус         | Стюарт О’Грэйди        | Яан Кирсипуу        |
| 1999 | Стюарт О’Грэйди   | Беат Цберг             | Александр Винокуров |
| 2000 | Яан Кирсипуу      | Лоран Брошар           | Роман Вайнштейн     |
| 2001 | Ханс Де Клерк     | Эдди Сеньёр            | Паул Ван Хифте      |
| 2002 | Яан Кирсипуу      | Джордж Хинкепи         | Enrico Cassani      |
| 2003 | Яан Кирсипуу      | Ларс Михаэльсен        | Макс ван Хесвейк    |
| 2004 | Тур Хусховд       | Габриэль Бальдуччи     | Себастьян Ино       |
| 2005 | Горик Гардейн     | Лилиан Жегу            | Алессандро Баллан   |
| 2006 | Арно Койот        | Тур Хусховд            | Мауро Фаччи         |

## Рекорд побед

### По странам
| Побед | Страна                                   |
| ----- | ---------------------------------------- |
| 4     | Эстония                                  |
| 3     | Франция                                  |
| 2     | Бельгия                                  |
| 1     | Норвегия · Германия · Италия · Австралия |